# Hans Pflügler
Hans Pflügler (født 27. marts 1960 i Freising, Vesttyskland) er en tidligere tysk fodboldspiller, der som forsvarsspiller på det vesttyske landshold var med til at vinde guld ved VM i 1990 i Italien. Han deltog desuden ved EM i 1988 på hjemmebane.
På klubplan tilbragte Pflügler hele sin karriere hos FC Bayern München i sit hjemland. Han var med holdet med til at vinde fem tyske mesterskaber og tre pokaltitler.